# Comuna Plesna, Șepetivka
Plesna (în ucraineană Плесна) este o comună în raionul Șepetivka, regiunea Hmelnîțkîi, Ucraina, formată din satele Jîlînți și Plesna (reședința).

## Demografie
Componența lingvistică a comunei Plesna
     Ucraineană (97,96%)
     Rusă (1,47%)
     Alte limbi (0,32%)
Conform recensământului din 2001, majoritatea populației comunei Plesna era vorbitoare de ucraineană (97,96%), existând în minoritate și vorbitori de rusă (1,47%).